# Ryszard Arning
Ryszard Arning (ur. 25 lutego 1940, zm. 20 sierpnia 2008) – polski śpiewak operowy (bas-baryton).